# Christian Vanderpleyn
Christian Vanderpleyn (* 20. Juni 1943; † 11. März 1992) war ein vor allem in Frankreich und Italien tätiger belgischer Rennwagenkonstrukteur. Er war fast drei Jahrzehnte lang eng mit dem provençalischen Motorsportteam Automobiles Gonfaronnaises Sportives (AGS) verbunden, das er mit seinen Konstruktionen von der Formel France bis in die Formel 1 begleitete. Bei AGS erwarb er den Ruf, mit geringen Mitteln konstruktiv einfache, aber effiziente Rennwagen zu entwickeln. Vanderpleyn war Autodidakt; eine Ingenieursausbildung absolvierte Vanderpleyn nie.

## Leben

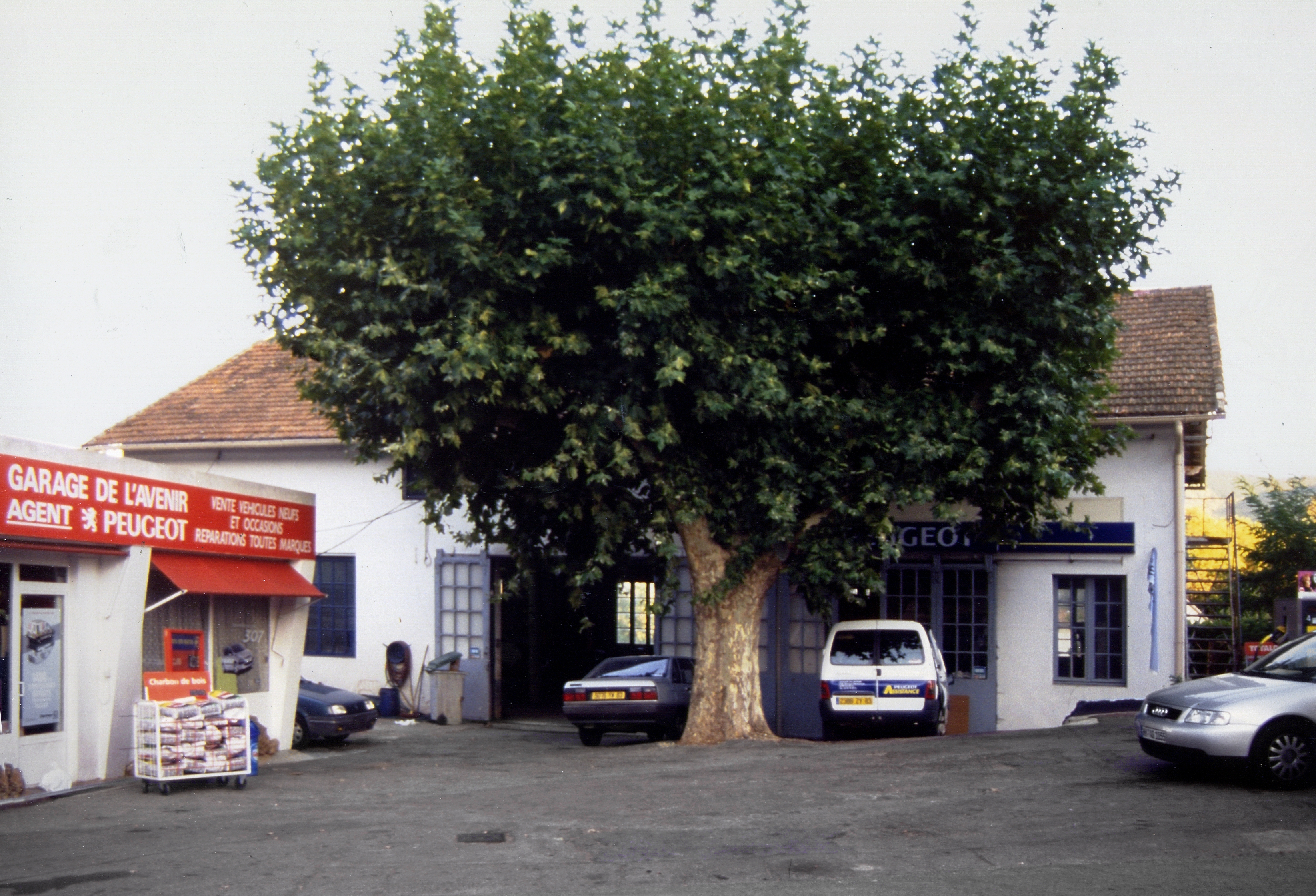
Die Garage de l’Avenir in Gonfaron: Werkstatt des AGS-Teams von 1970 bis 1988

Zur Nationalität Vanderpleyns gibt es unterschiedliche Angaben. Nach einigen Quellen ist er gebürtiger Belgier, nach anderen Franzose.
1960 begann er eine Lehre als Automechaniker in der Garage de l’Avenir, einer Automobilwerkstatt in dem südfranzösischen Dorf Gonfaron, die dem Gelegenheitsrennfahrer Henri Julien gehörte. Julien hatte in den 1950er Jahren einige eigene Rennwagen für die Formel Junior konstruiert und selbst gefahren. Vanderpleyn reparierte in Gonfaron zunächst Autos, später konstruierte er seinerseits Rennwagen bis hin zur höchsten Motorsportklasse. Er blieb dem kleinen Betrieb bis 1988 treu. Danach arbeitete er in kurzer Folge für zwei andere kleine Formel-1-Teams, konnte dort aber nicht Fuß fassen. 1991 kehrte Vanderpleyn kurzzeitig zu AGS zurück. Im Mai 1992 starb er bei einem Autounfall auf einer Landstraße in der Nähe Gonfarons. Abweichend davon gibt eine Quelle den Unfall mit „in der Nähe von Turin“ an.

## Kleinere Klassen
Ab 1969 nahm Henri Juliens Garage de l’Avenir regelmäßig mit eigenen Autos an Rennen der neu gegründeten Formule France bzw. der Nachfolgeserie Formule Renault teil. Der Rennsportbetrieb firmierte unter dem Namen Automobiles Gonfaronnaises Sportives, kurz: AGS. Von Beginn an oblag Christian Vanderpleyn die Konstruktion der jeweiligen Rennwagen. Bis 1977 engagierte sich das Team in der Formule Renault Europe und erzielte mit Fahrern wie Richard Dallest und Xavier Mathiot einige Podiumsplatzierungen. An der Formel 3 beteiligte sich AGS – mit einer Ausnahme im Jahr 1972 – nicht. Stattdessen meldete Henri Julien sein Team von 1978 bis 1984 regelmäßig für Rennen der Formel 2. José Dolhem und Philippe Streiff erzielten mit Wagen, die Vanderpleyn entworfen hatte, insgesamt drei Siege in der Formel 2.

## Formel 1
Zwischen 1986 und 1991 arbeitete Vanderpleyn für drei Formel-1-Teams.

### AGS

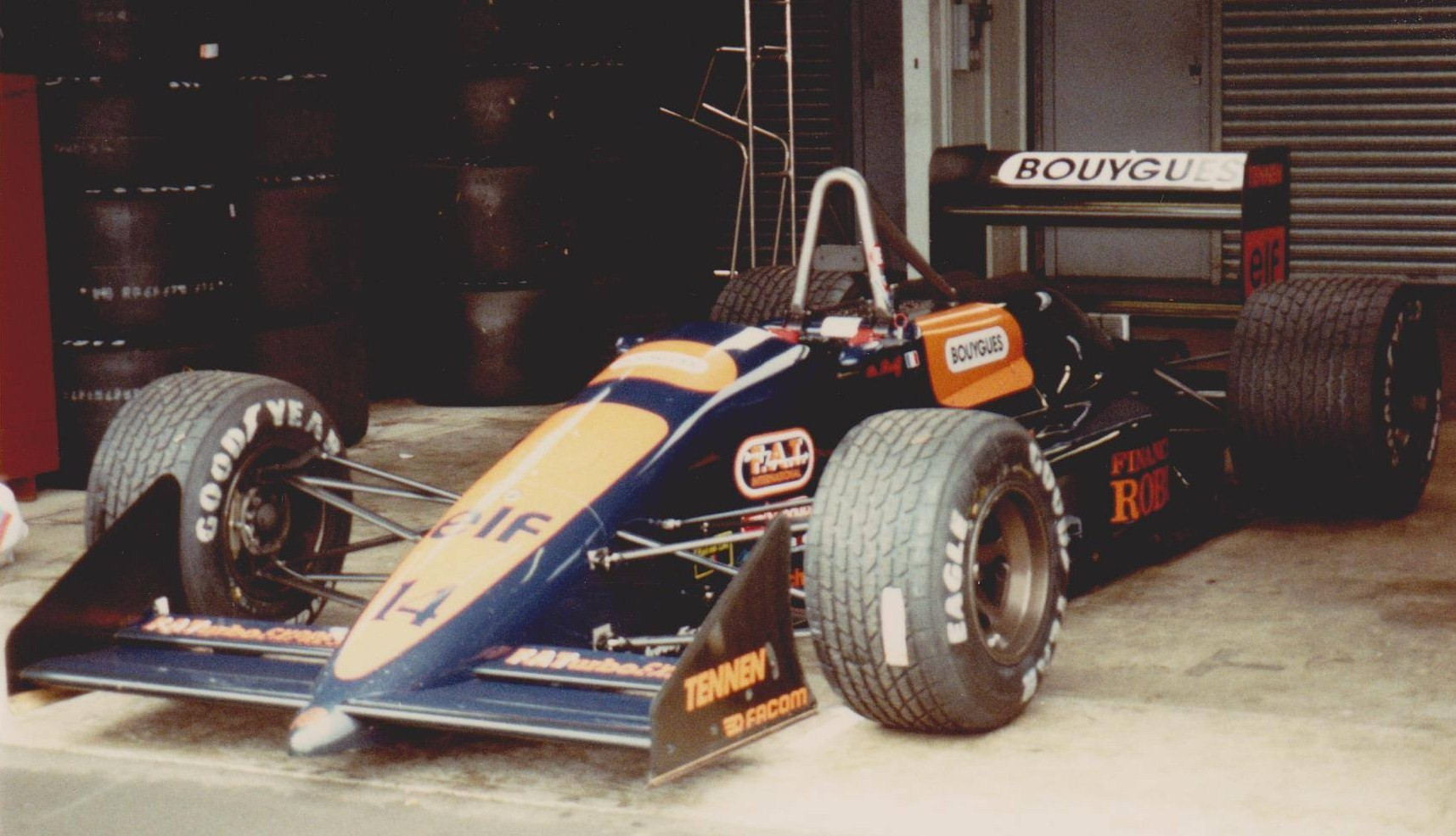
AGS JH23 (1988)

Nach einem Jahr in der neu gegründeten Formel 3000 stieg AGS 1986 in die Formel 1 auf. Auch hier entwarf Vanderpleyn zunächst die Einsatzfahrzeuge, arbeitete parallel dazu aber auch als Berater für andere Teams wie etwa Ekström Grand Prix Racing. In den ersten beiden Jahren verarbeitete er bei AGS zahlreiche technische Komponenten des Formel-1-Teams der Régie Renault, das Ende 1985 aufgelöst worden war und deren Material AGS in größerem Umfang übernommen hatte. Ende 1987 erzielte Roberto Moreno mit Vanderpleyns AGS JH22 den ersten Weltmeisterschaftspunkt. Mit dem für die Formel-1-Weltmeisterschaft 1988 entworfenen JH23 löste sich Vanderpleyn weitgehend von den Renault-Vorgaben; das flache Auto war der erste Formel-1-Wagen, der er bis hin zu Details selbst entwickelt hatte. Philippe Streiff fuhr 1988 mit ihm einige schnelle Runden, konnte aber keine Meisterschaftspunkte erzielen.

### Coloni

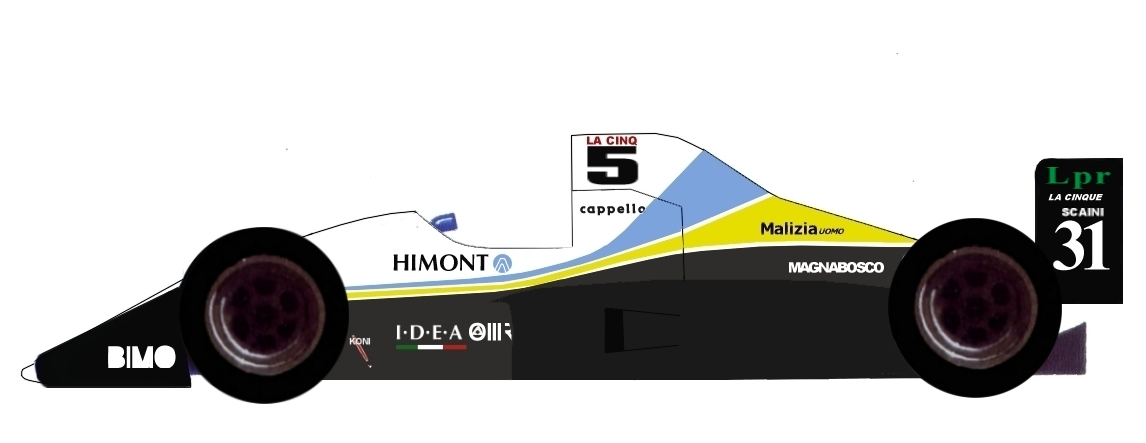
Von Christian Vanderpleyn entworfen: Der Coloni C3

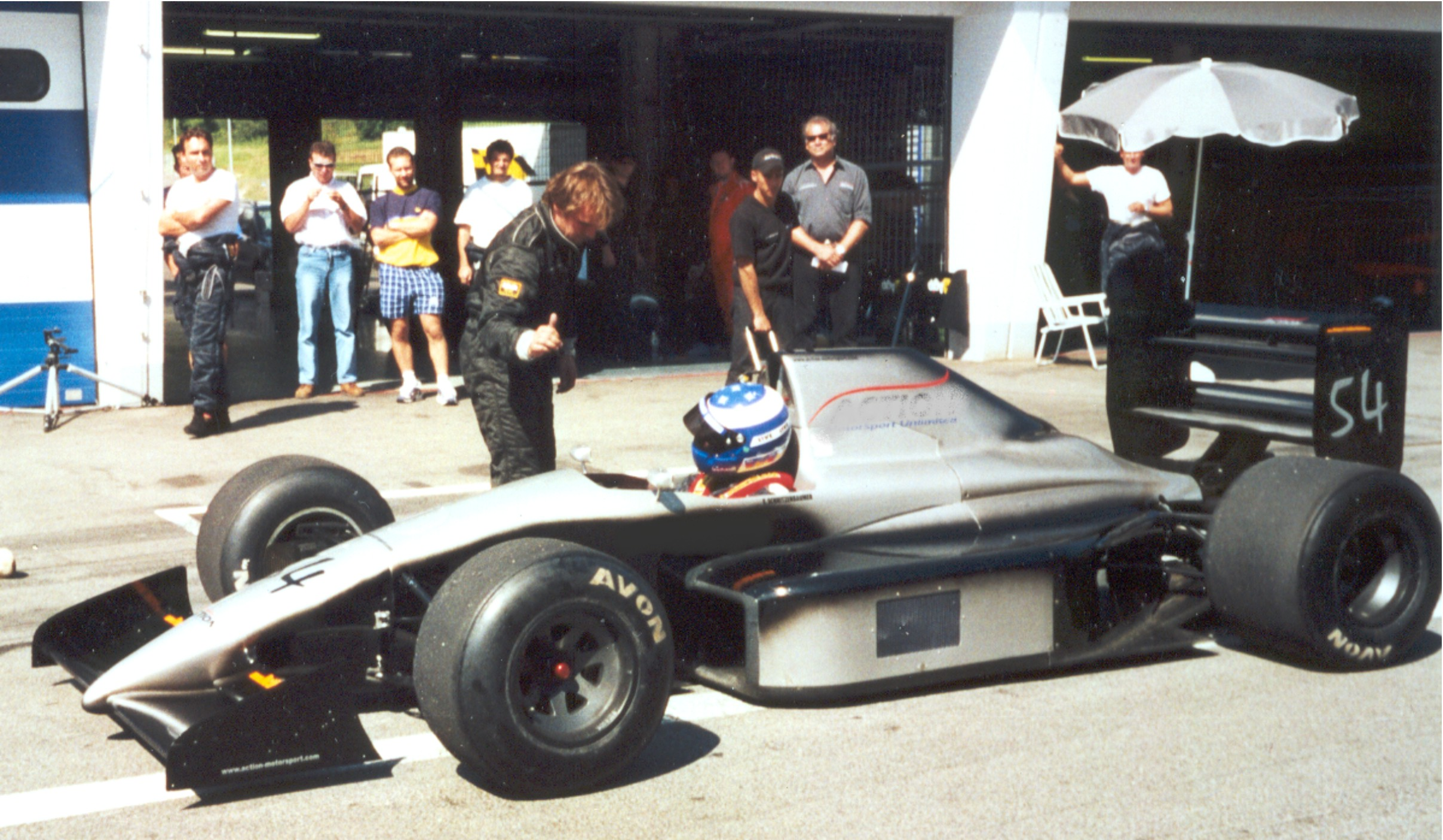
Coloni C4 (bei privaten Testfahrten 2001)

Im Sommer 1988 verließ Vanderpleyn nach 28 Jahren der Betriebszugehörigkeit den südfranzösischen Rennstall und wechselte zum italienischen Team Coloni), das im Jahr zuvor in die Formel 1 eingestiegen war. Grund für den Wechsel war das begrenzte Budget von AGS, das die Verwirklichung von Vanderpleyns Ideen zunehmend einschränkte. Mit Vanderpleyn verließ ein halbes Dutzend anderer AGS-Mitarbeiter das Team.
Bei Coloni erhielt Vanderpleyn die Aufgabe, das Einsatzauto für die Saison 1989 zu entwickeln. Auch das kleine umbrische Team litt unter finanziellen Schwierigkeiten, sodass Vanderpleyn wiederum nicht alle Ideen verwirklichen konnte. Zudem verzögerte das knappe Budget eine Fertigstellung des neuen Autos zu Saisonbeginn. Vanderpleyns Coloni C3 erschien erst zum sechsten Rennen der Saison 1989. Der Wagen hatte Potential, wie Roberto Moreno bewies, der sich mit dem gänzlich ungetesteten Auto bei seinem ersten Einsatz ungefährdet qualifizieren konnte. Finanzielle Schwierigkeiten verhinderten allerdings, dass Coloni den Wagen hinreichend testen und die üblichen Kinderkrankheiten beseitigen konnte. Im Ergebnis konnte sich Moreno bei elf Versuchen nur dreimal qualifizieren; kein einziges Mal kam er dabei ins Ziel. Morenos Teamkollegen Pierre-Henri Raphanel und Enrico Bertaggia, die ebenfalls den C3 fuhren, qualifizierten sich nie.
Nach weniger als einem Jahr verließ Vanderpleyn das Coloni-Team im Juli 1989 wieder. Er begründete seinen Weggang erneut mit den geringen finanziellen Möglichkeiten des Teams, Enzo Coloni hingegen führte den angeblich mangelnden Erfolg Vanderpleyns als Trennungsgrund an. Vanderpleyns Konstruktion blieb dem Team indes bis 1991 in diversen Erscheinungsformen erhalten; sowohl der Coloni C3C von 1990 als auch der Coloni C4 von 1991 waren direkte Ableger des C3; sie unterschieden sich von der Basiskonstruktion jeweils nur marginal.

### Rial
Ab dem Großen Preis von Ungarn 1989 arbeitete Vanderpleyn zusammen mit dem ehemaligen Coloni-Piloten Raphanel für das deutsche Team Rial Racing, das 1989 eine überarbeitete Version des von Gustav Brunner entworfenen ARC1 einsetzte. Vanderpleyn arbeitete hier in erster Linie als Renningenieur. Konstruktionsarbeiten für einen neuen Rennwagen erledigte er dagegen nicht. Nach nur drei Rennen beendete er seine Tätigkeit für den Rennstall von Hans Günter Schmid wieder.

### Erneut Coloni
Nach einer wenige Monate dauernden Tätigkeit für den italienischen Rennwagenhersteller Dallara kehrte Vanderpleyn im Sommer 1990 für zwei Monate zu Coloni zurück. Dort bereitete er den Einsatz des Coloni C3C vor und führte zwischen den Rennen marginale Überarbeitungen des Designs durch. Hierzu gehörten ein neuer Unterboden für das 1989 entstandene Auto sowie eine modifizierte Aerodynamik der Motorabdeckung. Nach Aussage von Enzo Coloni machte sich Vanderpleyn zudem Gedanken über ein neues Auto für die Saison 1991. Im September 1990 wurde Vanderpleyn ein weiteres Mal entlassen.

### Zurück zu AGS
Im Frühjahr 1991 kehrte Vanderpleyn auf dem Umweg über die Formel 3000 zu seinen Wurzeln zurück.
Im Herbst 1990 wurde er technischer Direktor des italienischen Formel-3000-Teams Crypton Engineering, dessen Teamchef Patrizio Cantù mittelfristig einen Aufstieg in die Formel 1 plante. Als Cantù im April 1991 zusammen mit dem Geschäftsmann Gabriele Raffanelli das zuvor finanziell gescheiterte AGS-Team übernahm, wurde Vanderpleyn mit der Konstruktion eines gänzlich neuen AGS-Rennwagens beauftragt. Vanderpleyn entwarf den AGS JH27, der zum Großen Preis von Italien Anfang September 1991 in zwei Exemplaren fertiggestellt wurde. Das Team bestritt nur einzelne Rennen mit dem Wagen; dann stellte es den Rennbetrieb aus finanziellen Gründen ein. Wenige Wochen zuvor war Vanderpleyn aus dem Formel-1-Team abgezogen und durch den ehemaligen Euroracing- bzw. EuroBrun-Konstrukteur Mario Tollentino ersetzt worden. Er betreute daraufhin wieder das Crypton-Team in der Formel 3000. Vanderpleyns JH27 blieben dem Unternehmen erhalten; sie dienten noch einige Jahre lang der Formel-1-Fahrschule, die aus dem AGS-Team hervorgegangen war.

## Formel 3000
1992 blieb Vanderpleyn in Patrizio Cantùs Formel 3000-Team Crypton. Hier war er Renningenieur für Luca Badoer, der am Ende des Jahres die Meisterschaft gewann.

## Übersicht: Christian Vanderpleyns Formel-1-Autos
| Team                                   | Fahrzeug              | Einsatzzeitraum | Fahrer                                                 | WM-Punkte |
| -------------------------------------- | --------------------- | --------------- | ------------------------------------------------------ | --------- |
| Team El Charro AGS                     | AGS JH21C             | 1986            | Ivan Capelli                                           | 0         |
| Team El Charro AGS                     | AGS JH22              | 1987            | Pascal Fabre Roberto Moreno                            | 1         |
| Automobiles Gonfaronnaises Sportives   | AGS JH23              | 1988            | Philippe Streiff                                       | 0         |
| Automobiles Gonfaronnaises Sportives   | AGS JH23B             | 1989            | Gabriele Tarquini Joachim Winkelhock Yannick Dalmas    | 1         |
| Coloni SpA                             | Coloni C3             | 1989            | Roberto Moreno Pierre-Henri Raphanel Enrico Bertaggia  | 0         |
| Subaru Coloni Racing Coloni Racing Srl | Coloni C3B Coloni C3C | 1990            | Bertrand Gachot                                        | 0         |
| Coloni Racing Srl                      | Coloni C4             | 1991            | Pedro Chaves Naoki Hattori                             | 0         |
| Automobiles Gonfaronnaises Sportives   | AGS JH27              | 1991            | Gabriele Tarquini Olivier Grouillard Fabrizio Barbazza | 0         |